# Houtworm

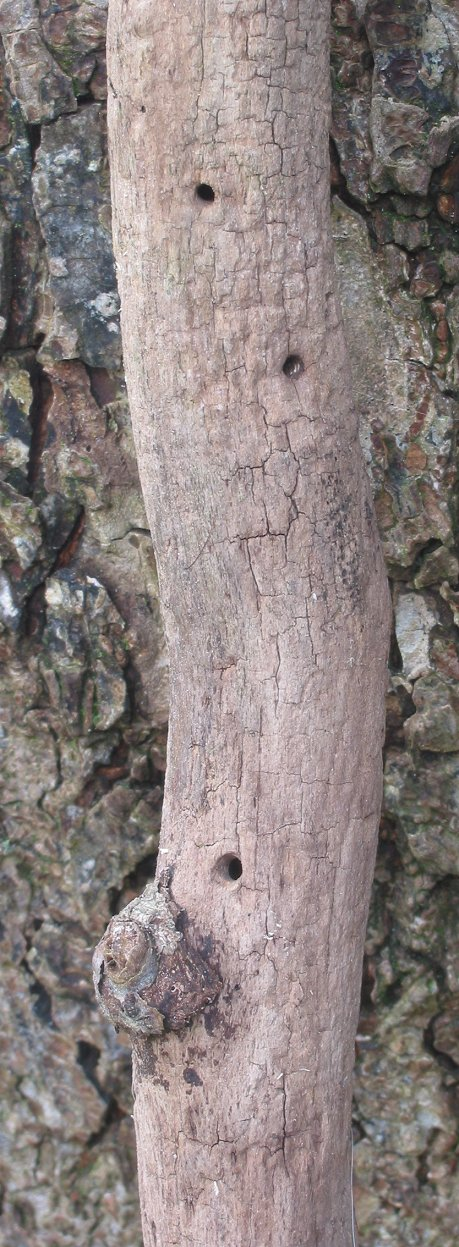
Kever-uitvliegopeningen in eikentak

Houtworm is een naam voor verschillende in, en van hout levende xylofage insectenlarven, maar vooral de larve van de gewone houtwormkever of het doodskloppertje (Anobium punctatum). De larve van de bonte knaagkever of bonte klopkever, Xestobium rufovillosum, wordt ook wel grote houtworm genoemd.
(De derde belangrijke kever die fikse schade aan binnenshuis houtwerk kan veroorzaken is de huisboktor, Hylotrupes bajulus, maar die wordt meestal niet als houtworm betiteld).
De keverlarven boren gangen in het hout, en kunnen daarmee houtconstructies, vloeren, meubels en andere houten voorwerpen beschadigen of vernielen. De voorkeur van de larven gaat uit naar de zachtste delen in het hout, hetgeen meestal het spinthout is.
Of er levende larven aanwezig zijn is te zien aan het boormeel dat uit de gaatjes komt. Het beste is dat te zien door zwart papier onder de gaatjes te leggen.
De ronde tot ovale gaatjes in het hout zijn de uitvliegopeningen van de kevers.

## Zie ook

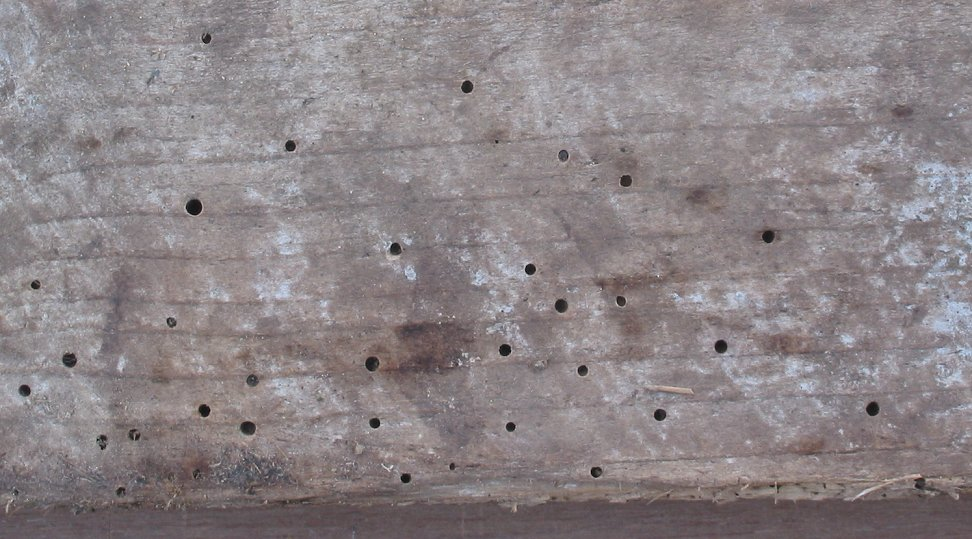
Uitvliegopeningen in oude balk